# Zoff in Beverly Hills
Zoff in Beverly Hills ist eine Filmkomödie von Paul Mazursky aus dem Jahr 1986. Der Film basiert auf dem Theaterstück Boudu sauvé des eaux von René Fauchois, das bereits 1932 unter dem Titel Boudu – aus den Wassern gerettet und 2005 erneut unter dem Titel Boudu verfilmt wurde.

## Handlung
Der Obdachlose Jerry Baskin hat seinen Hund verloren und will aus Kummer Selbstmord begehen. Er springt in den Pool der Whitemans, die in Beverly Hills wohnen. Der reiche Kleiderbügelhersteller David Whiteman rettet ihn.
Jerry zieht bei den Whitemans ein. David kleidet ihn neu ein, lässt ihn seinen Wagen fahren, geht Essen mit ihm und versucht ihm einen passenden Job zu vermitteln. Doch Jerry ist nicht an einem Job interessiert. Stattdessen krempelt Jerry durch seine gelassene und ruhige Art die komplett neurotische Familie der Whitemans um, wobei selbst der Familienhund Matisse nicht verschont bleibt. Nach einer Nacht am Strand zusammen mit Jerry und seinen Obdachlosenfreunden wird David innerlich viel gelassener. Durch eine balinesische Massage löst Jerry die Verkrampfungen bei Davids Frau Barbara und auch gleichzeitig einen Orgasmus in ihr aus. Danach ist Barbara seelisch völlig aufgeräumt und geht auch wieder mit ihrem Mann David ins Bett. Dem homosexuellen Sohn der Familie, Max, spricht Jerry Mut zu, sich seinen Eltern gegenüber zu outen, weil er glaubt, sie würden es verstehen. Dem illegal eingewanderten Hausmädchen Carmen besorgt Jerry Bücher mit kommunistischen Inhalten. Dadurch wird sie selbstbewusst und aufmüpfig, und David kann nicht mehr mit ihr fremdgehen wie zuvor. Zu guter Letzt normalisiert er den Appetit der magersüchtigen Tochter Jenny. Am Buffet der Weihnachtsfeier greift sie kräftig zu, was Papa David sehr freut. Auf der Weihnachtsfeier erscheint der Sohn mit seinen 'Freunden' als Bandmitglieder. Als Papa David erkennt, dass sich alle Bandmitglieder wie sein Sohn schminken, ist er sehr schockiert. Als er überdies auch noch erfährt, dass Jerry mit seiner Tochter Jenny ins Bett gegangen ist, und die Tochter obendrauf nun über festere Zukunftspläne mit Jerry nachdenkt, explodiert er und versucht Jerry im Pool zu ertränken. Die Party endet im totalen Chaos.
Am nächsten Morgen macht Jerry seine Drohung wahr und verlässt die Familie. Er gibt David seine Bekleidung zurück. Die Whitemans schenken ihm ihren Hund, und mit ihm zieht Jerry wieder zurück auf die Straße. Er erklärt Matisse, wie wunderschön ihr freies Leben von nun an sein werde. In der Nähe des Hauses der Whitemans findet er solche Abfälle, die er und sein Hund früher aßen. Doch Matisse will diese nicht fressen. Jerry kostet davon und findet es plötzlich selbst widerlich. Er dreht sich um und sieht die Whitemans, die auf der Straße stehen und lächeln. Er seufzt und kehrt ins Haus der Familie zurück. Alle grinsen. Nur David sieht so aus, als wisse er nicht so genau, ob es nicht doch besser gewesen wäre, wenn Jerry gegangen wäre.

## Bemerkungen
Der Vor- und Abspann werden von Once in a Lifetime von den Talking Heads untermalt. Der Titel findet sich nicht auf dem offiziellen Soundtrack-Album zum Film.
Der englische Begriff down and out im Originaltitel bedeutet so viel wie völlig heruntergekommen, völlig fertig oder auch Penner, Obdachloser.
Der Film richtet sich thematisch an Erwachsene, auch derbe Ausdrucksweise und leichte Erotikszenen kommen darin vor. Weil diese Inhalte nicht zum familienfreundlichen Image von Disney passten, die die Rechte für die Verfilmung besaßen, gründete man 1984 Touchstone Pictures, wo fortan Filme für ein erwachseneres Publikum veröffentlicht wurden. Zoff in Beverly Hills war der erste R-rated Film, der von Touchstone produziert wurde.

## Kritiken
- Roger Ebert schrieb in der Chicago Sun-Times vom 31. Januar 1986, Paul Mazursky habe einen Film gemacht, der auf der genauen Beobachtung der Charaktere beruhe. Der Regisseur lebe in Beverly Hills und kenne den Stadtteil. Richard Dreyfuss spiele mit viel Energie, Bette Midler sei die ideale Besetzung der Rolle von Barbara Whiteman.

- Das Lexikon des internationalen Films meint dazu: Trotz einiger Klischees, abgedroschener Witze und Kalauer besitzt der Stoff genug Substanz für eine amüsante satirische Story über Wohlstandsneurosen und soziale Gegensätze; gut gespielt, geistreich inszeniert.[1]

## Auszeichnungen
- Der Film wurde 1987 in den Kategorien „Beste Komödie“ und „Beste Schauspielerin“ (Bette Midler) für den Golden Globe nominiert.
- Paul Mazursky und Leon Capetanos wurden 1987 für den Writers Guild of America Award nominiert.
- Andy Summers gewann 1987 den BMI Film Music Award.
- Ellen Chenoweth wurde 1987 für den Casting Society of America Award nominiert.